# Sabu-Scheibe

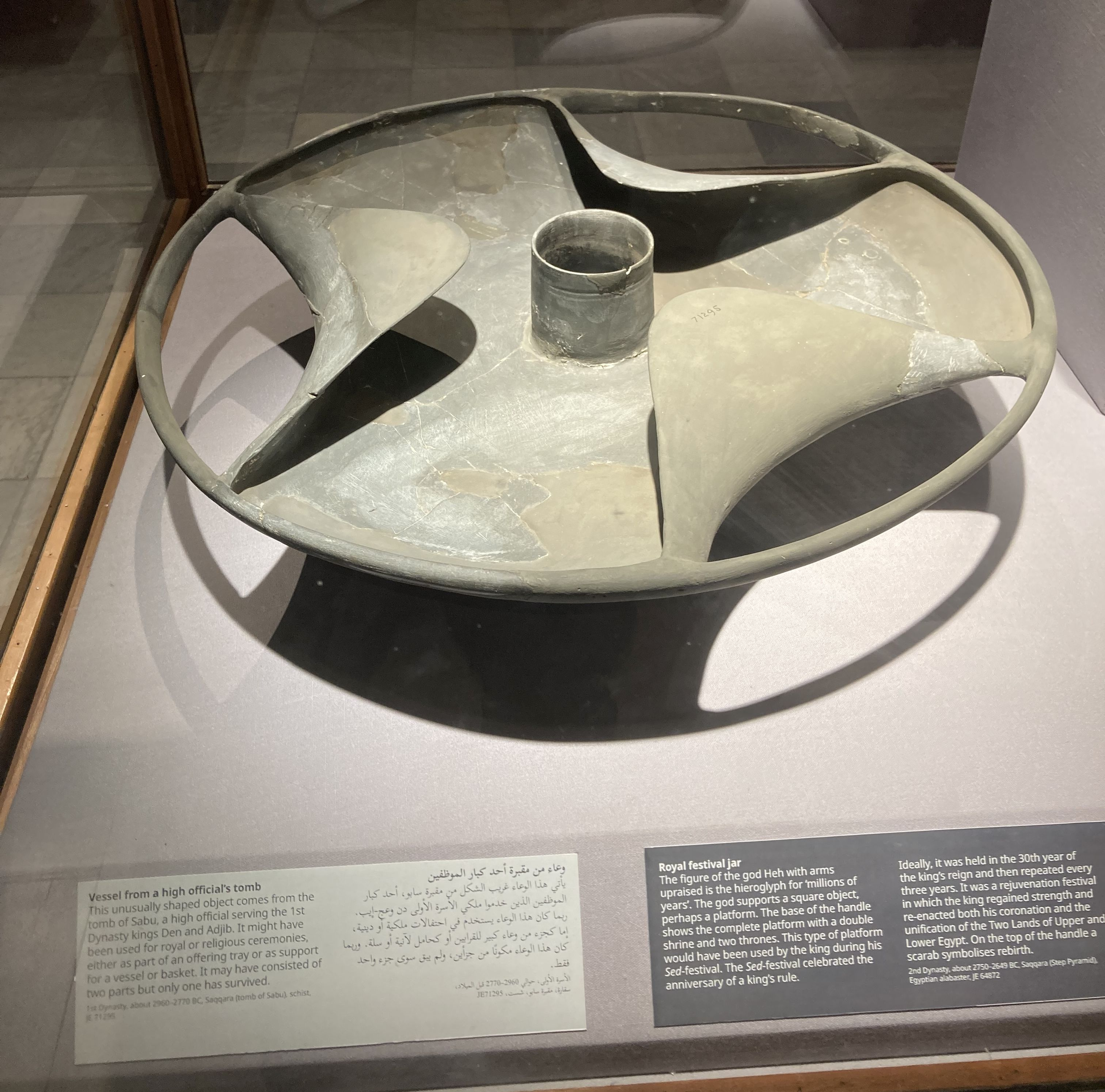
Die teilrekonstruierte „Sabu-Scheibe“ im Ägyptischen Museum in Kairo

Linienzeichnung der „Sabu-Scheibe“ in Draufsicht (oben) und entsprechender Seitenansicht (unten); die Seitenansicht ist geteilt in Außenansicht (links) und Querschnitt durch den Mittelpunkt (rechts); nach Emery (1949)

Als Sabu-Scheibe wird ein Gegenstand aus dem Alten Ägypten (1. Dynastie, ca. 3000 bis 2800 v. Chr.) bezeichnet, der 1936 in der Mastaba S3111 im Norden der Nekropole Sakkara gefunden wurde. Dabei handelt es sich um das Grab des altägyptischen Beamten Sabu, nach dem das dort gefundene Objekt auch benannt ist. Die Funktion und Bedeutung des sorgfältig ausgearbeiteten Natursteingefäßes sind bislang unklar.

## Beschreibung, Fundgeschichte und Einordnung
Das Artefakt aus „Schiefer“ (eine in der Ägyptologie vormals übliche Bezeichnung für schwach metamorphen Siltstein) hat die Form einer flachen Schüssel mit einem Durchmesser von 61 Zentimetern und einer maximalen Höhe von 10,6 Zentimetern. In der Mitte weist es eine Bohrung mit einem Durchmesser von etwa 8 Zentimetern auf, die mit einer Fassung versehen ist, deren Höhe ungefähr der Tiefe der Schüssel entspricht. Vom leicht hochgezogenen äußeren Rand sind drei „Flügel“ oder „Loben“ rotationssymmetrisch nach innen, zur zentralen Bohrung hin, umgeschlagen, wobei der äußere Rand in Form schmaler Bögen erhalten ist, die die nicht-umgeschlagenen Partien miteinander verbinden. In der Draufsicht ähnelt es daher einem Lenkrad mit drei sehr breiten Speichen.
Aufgefunden wurde die Grabanlage des Sabu am 19. Januar 1936 durch den britischen Archäologen Walter Bryan Emery. Es handelt sich um ein Mastaba-Grab, das aus insgesamt sieben Kammern besteht. In „Raum E“, der zentralen Grabkammer, fand sich die „Sabu-Scheibe“ in zentraler Lage direkt neben dem Skelett des Sabu, das ursprünglich in einem Holzsarg bestattet war. Das Siltsteinobjekt war in mehrere Fragmente zerbrochen und wurde später restauriert. Gegenwärtig ist es mit der Inventarnummer JE 71295 in einer Vitrine in Raum 43 des Ägyptischen Museums Kairo ausgestellt. Eine Kopie des Artefakts ist im Orient-Pavillon des von Erich von Däniken gegründeten Jungfrauparks ausgestellt.
Funde großer, flacher, steinerner Schalen aus der 1. bis 3. Dynastie sind generell keine Seltenheit. In dieser Epoche des Alten Ägypten erreichte die Herstellung von Steinobjekten generell einen Höhepunkt und in Sakkara kamen mehrere qualitativ äußerst hochwertige Schieferobjekte mit ähnlicher Entstehungszeit ans Tageslicht. Die „Sabu-Scheibe“ gilt mit ihrer auffälligen Gestaltung jedoch als einzigartiges Stück in der Ägyptologie.

## Deutung
Der Entdecker Walter Bryan Emery deutete das Artefakt aufgrund der zentralen Bohrung vorsichtig als ein Gefäß, das auf einen Ständer gesteckt wurde – von einem solchen wurden jedoch keine Reste gefunden. Allerdings ist hierbei zu berücksichtigen, dass Mastaba S3111 bei der Entdeckung durch Emery nicht unberührt, sondern, wie viele andere altägyptische Gräber, schon Jahrhunderte vorher von Grabräubern geplündert worden war. Da die Herstellung eines metallenen Objektes, das geformt ist wie die „Sabu-Scheibe“, einfach wäre, jedoch sehr aufwendig, wenn es aus leicht splitterndem Gestein gefertigt würde, ist vermutet worden, dass hier ein metallener Gegenstand in Schiefer nachgeahmt worden sein könnte. In frühen Berichten über die Entdeckung wurde der Fund als „rätselhaftes Gefäß“ tituliert und spekuliert, dass es sich um eine „gigantische Lampe“ gehandelt haben könnte. In populär- und unwissenschaftlichen Veröffentlichungen wird ein englischer Ingenieur namens William Kay zitiert, der diese These fortentwickelt habe (ohne konkrete Angabe, wo dies veröffentlicht worden sein soll). Die Schale sei ihm zufolge bei rituellen Handlungen als dreiflammige Öllampe genutzt und zu diesem Zweck auf eine Halterung gesteckt worden. Eine andere Hypothese besagt, dass die Schale wegen ihrer Zerbrechlichkeit nur dekorativen Zwecken habe dienen können.
In der Ägyptologie fand außer den genannten knappen Erwähnungen keine umfangreichere Auseinandersetzung mit der „Sabu-Scheibe“ und ihrer Funktion statt, anders als in der Prä-Astronautik. Deren Anhänger möchten in dem Objekt ein sogenanntes Out-of-Place-Artefakt sehen, also einen Gegenstand, der an einem Ort gefunden wurde, wo er „nicht hingehört“. Nach dieser Theorie lasse sich die Bedeutung des Gegenstands neben seiner formalen Einzigartigkeit auch daran erkennen, dass er und nicht die Gebeine des Bestatteten im Zentrum der Grabkammer niedergelegt wurde. Darüber hinaus ähnele sein Aussehen dem Symbol für Radioaktivität. Klaus Aschenbrenner möchte in dem Gegenstand, der „an die Flügel einer Schiffsschraube“ erinnere, ein Teil sehen, das von einem Antriebsaggregat stamme. Nach seinen Ausführungen solle es sich um ein Steuerrad, einen Propeller oder eine Schiffsschraube handeln. Zecharia Sitchin glaubt, dass es sich um ein Schwungrad zur Schwungradspeicherung handele.
Im Forschungszentrum der Firma Airbus wurden mit Hilfe eines 3D-Druckers Kopien der „Sabu-Scheibe“ angefertigt und die physikalischen Eigenschaften der Form untersucht. Grundsätzlich zeigten die Kopien aerodynamische Eigenschaften, weshalb sie auch als Wurfscheibe dienen konnten. Aufgrund ihrer Radialsymmetrie (oder auch Nicht-Chiralität) ist eine Verwendung als Propeller oder Turbine jedoch ausgeschlossen. Es konnte zudem gezeigt werden, dass die Verwendung der „Sabu-Scheibe“ als Öllampe möglich war.